# Róisín Dempsey
Róisín Dempsey é uma cantora irlandesa.
O "background" musical de Róisín tem origem na sua formação clássica e no seu amor pela música tradicional e espiritual, que foi alimentado em Maynooth enquanto estudava para obter a licenciatura em música e teologia. Ao longo dos anos Róisín participou de turnês internacionais e de gravações com Riverdance, Anúna, Liam Lawton, Red Hurley e Hayley Westenra, e de outros projetos "freelance", tais como gravações e trilhas sonoras de filmes.

## Biografia
Róisín foi integrante do coral Anúna de 1994 até 2000. Durante este período viajou em turnê com o coral pela Europa, Canadá e Marrocos, e colaborou com diversos artistas tais como: The Chieftains, Michael Crawford e Secret Garden. Gravou diversos álbuns com o  Anúna tais como "Behind the closed eye" e "Deep Dead Blue".
Em 2001 participou como solista nas turnês de Riverdance pela Irlanda e Ásia e desde seu retorno à Irlanda, tem se dedicado a gravações de música clássica e litúrgica. Em junho de 2003 mais uma vez subiu ao palco como solista de Riverdance na espetacular cerimônia de abertura das Olimpíadas especiais em Dublin.
De 1995 até 2002 fez parte, como solista, de turnês com  Fr Liam Lawton na Irlanda, Suécia e nos EUA tendo também atuado como solista principal nas gravações de  três de seus mais famosos álbuns: "Light the fire", "Sacred Story" e "Ancient Ways Future Days".
Em dezembro de 2004, Róisín lançou o álbum "Spirit of an Irish Christmas" pela gravadora Tara, apresentando uma coletânea de belas canções de Natal com um toque irlandês de qualidade. Os arranjos apresentam uma banda de músicos irlandeses famosos que levaram toda a riqueza de seus conhecimentos para ajudar a criar o som único de Róisín.
Ela está atualmente apresentando-se com Celtic Woman na América do Norte e passa a maior parte do seu tempo em turnê nos Estados Unidos e Ásia. Seu segundo álbum "Surrounded" foi lançado em 2008.